# Andrea Cesarini
Pour les articles homonymes, voir Cesarini.
Andrea Cesarini (né le 22 juillet 1987 à Rome) est un joueur italien de volley-ball. Il mesure 1,80 m et joue libero.

## Clubs
| Club                   | De        | À         |
| ---------------------- | --------- | --------- |
| Pallavolo Velletri     | 2005-2006 | 2005-2006 |
| Zinella Volley Bologne | 2006-2007 | 2006-2007 |
| Pallavolo Loreto       | 2007-2008 | 2008-2009 |
| M. Roma Volley         | 2009-2010 | 2010-2011 |
| Umbria Volley          | 2011-2012 | 2011-2012 |
| Pallavolo Molfetta     | 2012-2013 | ...       |

## Palmarès
Néant.